# Zebulon Pike
Pour les articles homonymes, voir Pike.
Zebulon Montgomery Pike est un militaire et explorateur américain, né le 5 janvier 1779 et mort le 27 avril 1813.
Son expédition, souvent comparée à l'expédition Lewis et Clark, permit de cartographier l'ouest et le sud des territoires achetés à la France lors de la vente de la Louisiane.
Lors de sa courte carrière militaire, Zebulon Pike obtint le grade de brigadier-général, conduisit deux expéditions au cœur de l'Ouest sauvage, fut fait prisonnier, fut un espion et la cause d'un incident international, tout cela avant sa mort héroïque lors de la guerre de 1812, à seulement 34 ans.

## Biographie

### Jeunesse
Pike est né à Lamberton dans le New Jersey (aujourd'hui Trenton). Son père, qui se nommait également Zebulon Pike, était un officier de l'US Army qui servit sous les ordres du général George Washington et resta en service après la fin de la guerre d'indépendance. Le jeune Pike grandit dans une série d'avant-postes militaires du Midwest ; frontière des États-Unis à cette époque ; en Ohio et en Illinois. Il rejoignit le régiment de son père en tant que cadet en 1794, puis fut promu aspirant en 1799 et premier-lieutenant cette même année.

### Explorateur
Pike se marie en 1801 et continue une remarquable carrière militaire dans les postes de la frontière. Sa carrière est favorisée par le général James Wilkinson, qui vient d'être nommé gouverneur du territoire de Haute-Louisiane. En 1805, Wilkinson ordonne à Pike de trouver la source du Mississippi. L'expédition Lewis et Clark avait suivi la Missouri vers le nord-ouest depuis Saint Louis et les prétentions américaines sur la partie la plus septentrionale du territoire de Louisiane étaient restées sans fondement.
Pike quitte Saint Louis sur une barge le 9 août 1805, avec vingt hommes. À Prairie du Chien, il négocie un règlement entre les tribus Chippewa et Sioux. Les Sioux lui offre un calumet sacré qui lui servira de passeport auprès des autres tribus amérindiennes. 
Le 23 septembre, au confluent du Mississippi et de la Minnesota, il achète aux Sioux des terres près des Minnehaha Falls (en) pour ce qui deviendra Fort Snelling. Il construit un petit fort près de Little Falls, en octobre et y laisse une partie de ses hommes.
Continuant sa route par un temps exécrable, Pike atteint le lac Leech, qu'il croit être la source du Mississippi, puis le lac Cass. Ses efforts pour fermer les forts britanniques sur les berges des lacs, bien que vigoureux, sont un échec. Pike rentre à Saint Louis le 30 avril 1806, sans avoir vraiment accompli sa mission.
Dès son retour, Pike reçoit l'ordre de se lancer dans une nouvelle expédition exploratoire vers l'Ouest. Depuis les environs de Saint Louis le 15 juillet 1806, Pike prend la tête de ce que l'on nomme aujourd'hui l'expédition Pike qui depuis le Fort Belle Fontaine le mènera jusqu'aux montagnes Rocheuses. Ce voyage deviendra le point d'orgue de sa vie et de sa carrière et se terminera par son arrestation au Nouveau-Mexique par les autorités espagnoles.
À son retour de captivité, Pike est promu capitaine. Le récit de son expédition est publié en 1810 et traduit plus tard en français et en néerlandais. En 1811, il est nommé lieutenant-colonel du 4th Infantry lors de la bataille de Tippecanoe et colonel en 1812. Il poursuit sa carrière militaire dans l'intendance comme quartermaster-general à La Nouvelle-Orléans puis inspector-general lors de la guerre de 1812.
Avec le général Jacob Brown, Pike quitte Sackets Harbor sur la rive du lac Ontario, pour sa dernière campagne. Au cours de celle-ci, le brigadier-général Pike commande les troupes au combat lors de l'attaque victorieuse de York en Ontario (maintenant Toronto) le 27 avril 1813. Après avoir accompli sa mission, Pike est tué par un fragment de pierre lorsque la garnison britannique préparant sa retraite fait sauter son dépôt de munitions. Son corps est ramené par bateau à Sackets Harbor, où il est enterré.

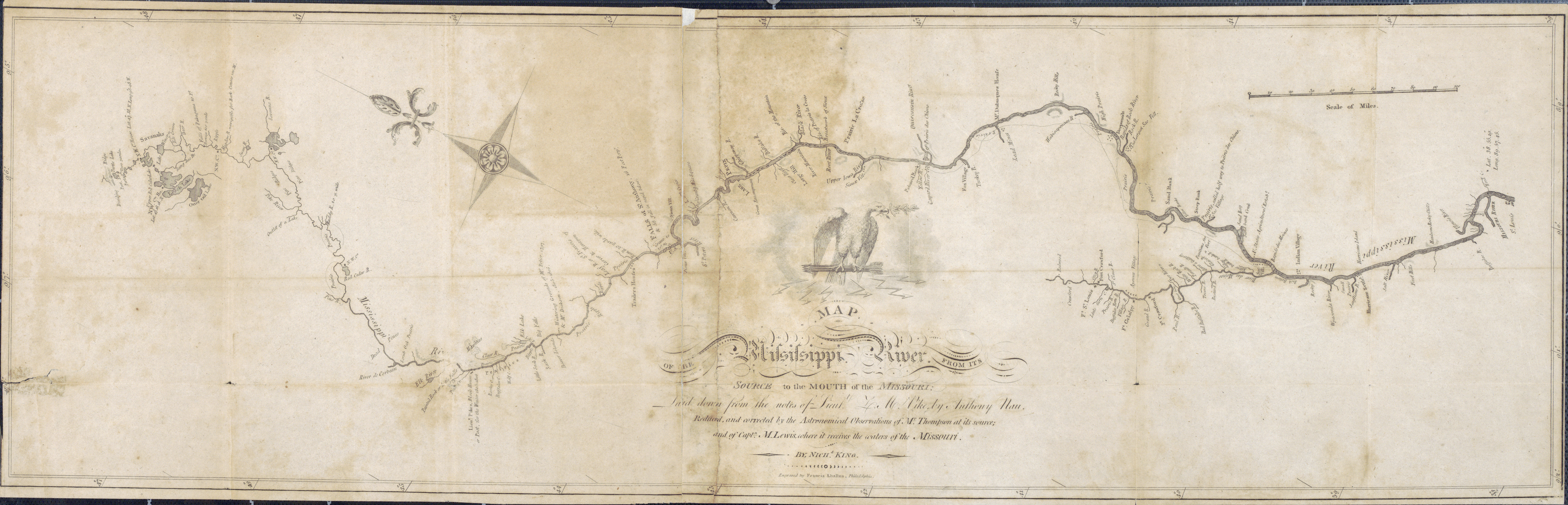
Nicholas King, Zebulon Pike, Anthony Nau, et Francis Shallus, Map of the Mississippi River, 1810.